# ファラオの首飾り
『ファラオの首飾り』（英: The Mummy's Kiss）は、2003年に製作されたアメリカ合衆国のホラー映画。日本では劇場未公開（2011年現在）。

## キャスト
- ラムジー：ミア・ゾットーリ（アヴァ・ニッチ）
- アンナ：サッシャ・ペラルト
- カーター：ジョージ・トマス
- ウォリス：リチャード・リンチ
- オシリス：アーサー・ロバーツ
- デヴィッド：ジーン・トーマス
- ヘレナ：レジーナ・ラッセル
- キャリー：エリーナ・マディソン
- シーバ：ロザリン・メイシー（乃神亜衣子）